# J-Hope
Đây là một tên người Triều Tiên, họ là Jung.
Jung Ho-seok (tiếng Hàn: 정호석; sinh ngày 18 tháng 2 năm 1994), thường được biết đến với nghệ danh J-Hope (cách điệu là j-hope), là một nam rapper, nhạc sĩ, vũ công và nhà sản xuất âm nhạc người Hàn Quốc. Anh là thành viên của nhóm nhạc nam Hàn Quốc BTS.
J-Hope phát hành mixtape đầu tay Hope World vào năm 2018. Album được đón nhận tích cực khi ra mắt ở vị trí số 63 và đạt vị trí cao nhất ở vị trí số 38, khiến anh trở thành nghệ sĩ solo Hàn Quốc sở hữu vị trí cao nhất trên Billboard 200 của Hoa Kỳ vào thời điểm đó. Tháng 9 năm 2019, anh phát hành đĩa đơn "Chicken Noodle Soup" với sự góp giọng của Becky G. Đĩa đơn ra mắt ở vị trí số 81 trên Billboard Hot 100 của Hoa Kỳ, đưa anh trở thành thành viên đầu tiên của BTS sở hữu bản hit Hot 100 dưới tên của chính mình.

## Tiểu sử
J-Hope sinh ngày 18 tháng 2 năm 1994 với tên khai sinh là Jung Ho-seok tại Buk-gu, Gwangju, Hàn Quốc. Anh là con út trong một gia đình có 2 chị em. Trước khi ra mắt cùng với BTS, anh là thành viên của nhóm nhảy Neuron thuộc giới underground và tham gia các lớp học nhảy tại Học viện Âm nhạc Gwangju trong 6 năm kể từ lớp 4 đến năm thứ nhất ở trường trung học khi anh ký hợp đồng với Big Hit Entertainment. Trước khi ra mắt, J-Hope khá nổi tiếng nhờ vào kỹ năng nhảy của mình; anh đã nhận được nhiều giải thưởng khác nhau về khiêu vũ tại một số địa phương, bao gồm cả giải nhất trong cuộc thi khiêu vũ quốc gia vào năm 2008. Kỹ năng nhảy của anh sau cùng cũng khiến anh cảm thấy có hứng thú với ca hát, dẫn dắt anh tham gia các buổi thử giọng và trở thành một thực tập sinh thần tượng. Khi còn là thực tập sinh, J-Hope được giới thiệu với vai trò rapper trong bài hát "Animal" của Jo Kwon được phát hành vào năm 2012.

## Nghệ danh
Nghệ danh J-Hope (tiếng Triều Tiên: 제이홉) của anh xuất phát từ mong muốn đại diện cho niềm hy vọng của người hâm mộ cũng như là "niềm hy vọng của BTS". Cái tên cũng có liên quan đến câu chuyện truyền thuyết về chiếc hộp Pandora; một chiếc hộp bí ẩn được nàng Pandora mở ra và mọi điều bất hạnh bên trong chúng đã tràn ngập khắp thế gian, điều duy nhất còn sót lại là niềm hy vọng.

## Sự nghiệp

### 2013–nay: BTS
Ngày 13 tháng 6 năm 2013, J-Hope ra mắt với tư cách là thành viên của BTS với album đầu tay 2 Cool 4 Skool của nhóm. Anh là thành viên thứ ba gia nhập nhóm với tư cách là thực tập sinh sau RM và Suga. Kể từ đó, anh tham gia vào quá trình sản xuất cho nhiều bài hát trong tất cả các album của BTS.
Ngày 14 tháng 6 năm 2019, J-Hope cùng với thành viên V của BTS hợp tác với Zara Larsson trong một bản nhạc phim có tên "A Brand New Day" cho trò chơi di động BTS World.

### 2018–nay: Hoạt động solo và mixtape đầu tay
J-Hope phát hành mixtape đầu tay Hope World trên toàn cầu vào ngày 1 tháng 3 năm 2018 cùng với một video âm nhạc cho bài hát chủ đề "Daydream". Một video âm nhạc cho B-side "Airplane" sau đó được phát hành vào ngày 6 tháng 3. Mixtape ra mắt ở vị trí số 63 và đạt vị trí số 38 trên Billboard 200, khiến anh trở thành nghệ sĩ solo Hàn Quốc sở hữu vị trí cao nhất trên bảng xếp hạng này vào thời điểm đó. Hope World cũng đạt vị trí số 35 trên bảng xếp hạng Canadian Albums và vị trí số 19 trên bảng xếp hạng Top Rap Albums của Hoa Kỳ. Ba bài hát trong mixtape: "Daydream", "Hope World" và "Hangsang" lần lượt đạt vị trí số 3, 16 và 24 trên bảng xếp hạng World Digital Songs Chart. Tuần sau, các bài hát lần lượt vươn lên vị trí số 1, 6 và 11 với 3 bài hát bổ sung ngoài Hope World là "Airplane", "Base Line" và "POP (Piece of Peace) pt. 1" lần lượt ra mắt trên bảng xếp hạng ở vị trí số 5, 6 và 12. "Daydream" dẫn đầu bảng xếp hạng và khiến J-Hope trở thành một trong 10 nghệ sĩ Hàn Quốc đạt vị trí số 1, bao gồm cả BTS. Thành công của màn ra mắt solo khiến anh đạt vị trí số 3 trên Emerging Artists Chart và vị trí số 97 trên Artist 100 Chart trong tuần của ngày 10 tháng 3, sau đó đạt vị trí cao nhất ở vị trí số 91 trong tuần của ngày 17 tháng 3. Anh là nghệ sĩ Hàn Quốc thứ năm và là nghệ sĩ solo Hàn Quốc thứ hai sau Psy ra mắt trên Artist 100. Mixtape ra mắt tại 10 quốc gia trên toàn cầu với "Daydream" ra mắt tại 3 quốc gia. Sản phẩm sau đó đạt vị trí số 5 trên bảng xếp hạng World Albums Chart cuối năm của tạp chí Billboard vào năm 2018. Nhân dịp kỷ niệm 3 năm ra mắt mixtape của mình, J-Hope phát hành phiên bản đầy đủ của bài hát cuối cùng trong mixtape là "Blue Side (Outro)" vào ngày 1 tháng 3 năm 2021 — phiên bản này được phát hành miễn phí thông qua trang SoundCloud của BTS.
Năm 2019, J-Hope phát hành đĩa đơn hợp tác "Chicken Noodle Soup" miễn phí vào ngày 27 tháng 9 với sự góp giọng của nữ ca sĩ người Mỹ Becky G. Bài hát ra mắt ở vị trí số 81 trên Billboard Hot 100 với 9,7 triệu lượt phát trực tuyến và 11.000 lượt tải trong tuần cuối cùng vào ngày 4 tháng 10, đưa J-Hope trở thành thành viên đầu tiên của BTS ra mắt trên bảng xếp hạng Hot 100 với tư cách là nghệ sĩ solo ngoài hoạt động nhóm, nghệ sĩ solo thứ ba của Hàn Quốc ra mắt trên bảng xếp hạng (sau Psy và CL) và nghệ sĩ Hàn Quốc thứ sáu nói chung đạt được thành tích này. "Chicken Noodle Soup" cũng ra mắt ở vị trí số 1 trên bảng xếp hạng World Digital Songs và là bài hát thứ hai của J-Hope đạt được thành tích này sau "Daydream" vào năm 2018.
Ngày 14 tháng 6 năm 2022, Big Hit Music công bố J-Hope là thành viên đầu tiên của BTS bắt đầu hoạt động quảng bá với tư cách là nghệ sĩ solo. Album solo đầu tay Jack in the Box của anh dự kiến được phát hành vào ngày 15 tháng 7 sau đĩa đơn "More" vào ngày 1 tháng 7. J-Hope sẽ ra mắt buổi biểu diễn của mình tại sự kiện Lollapalooza vào ngày 31 tháng 7 với tư cách là nghệ sĩ biểu diễn chính cho đêm diễn cuối cùng của lễ hội. Anh là nghệ sĩ Hàn Quốc đầu tiên đứng trên sân khấu chính tại một lễ hội âm nhạc hàng đầu của Hoa Kỳ.

## Phong cách nghệ thuật

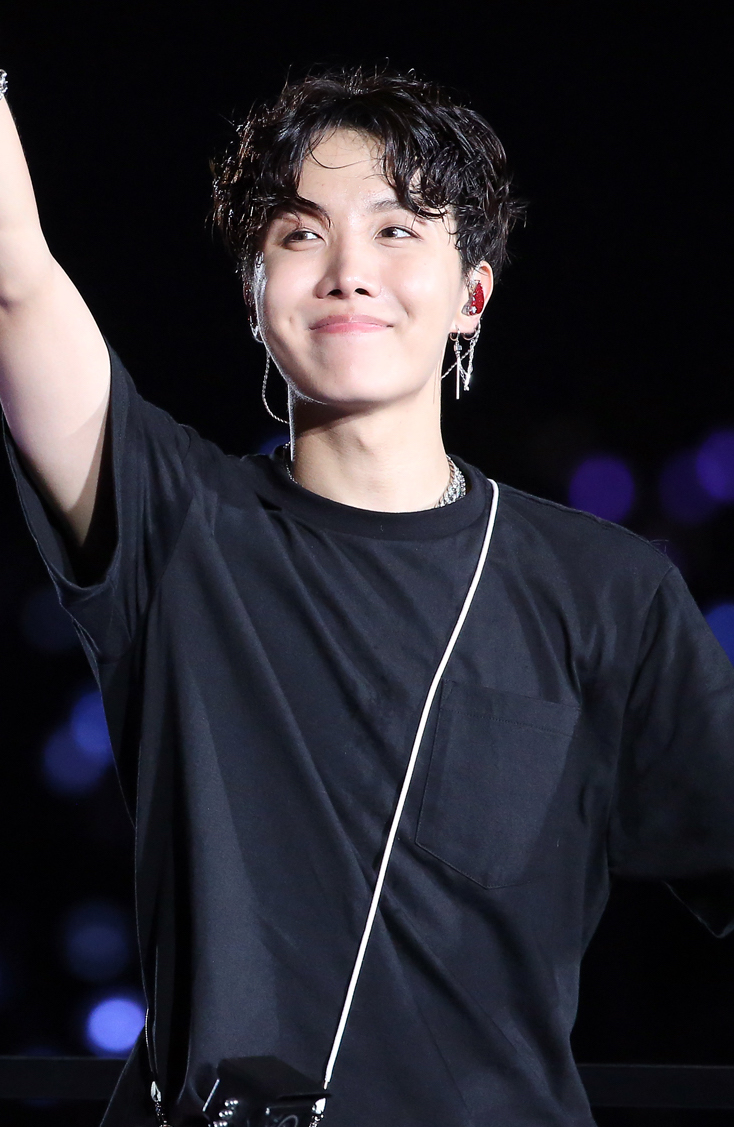
J-Hope biểu diễn tại sân vận động Olympic Seoul vào tháng 8 năm 2018, trong chuyến lưu diễn Love Yourself World Tour

J-Hope được mô tả là một người với sự sôi nổi và đầy năng lượng trong âm nhạc và cả trong phần biểu diễn của mình. Mixtape Hope World của anh được mô tả là có tính chất vui nhộn và nhiều thể loại âm nhạc, bao gồm synth-pop, trap, house, alternative hip hop, funk-soul và các yếu tố retro. Trong một bài đánh giá được xuất bản bởi The 405, Emmad Usmani khen ngợi ý tưởng và khâu sản xuất của mixtape, viết rằng "J-Hope thể hiện sự sáng tạo đặc biệt, cá tính chân chính và có định hướng xuyên suốt 20 phút của dự án". Jeff Benjamin của Fuse viết về sự cô đọng của "Blue Side", bài hát outro của Hope World, "khiến người nghe tò mò về điều tiếp theo sẽ đến từ J-Hope". Các yếu tố trữ tình của mixtape, đặc biệt là bài hát chủ đề "Daydream" được tạp chí Billboard khen ngợi vì đã thảo luận về những khó khăn mà một thần tượng phải đối mặt trong sự nghiệp của họ cùng với nhiều ý tưởng lấy cảm hứng từ văn học và lối trình bày dí dỏm về những vấn đề thực sự nghiêm trọng.
J-Hope đã đề cập đến chuyến phiêu lưu mạo hiểm từ Hai vạn dặm dưới biển của Jules Verne và các sản phẩm âm nhạc của Kyle, Aminé và Joey Badass là những nguồn cảm hứng cho phong cách và quá trình tạo nên mixtape Hope World. Ý tưởng về hòa bình cũng trở thành nguồn cảm hứng cho phần lớn ca từ của anh, cho biết "sẽ thật tuyệt vời để trở thành một mảnh hoà bình của ai đó thông qua âm nhạc của tôi" trong một buổi phỏng vấn với tạp chí Time. Ý tưởng "đại diện cho thế hệ hiện đại" là một trong những yếu tố ảnh hưởng đến các sản phẩm của anh trong âm nhạc của BTS. Mixtape cũng được lấy cảm hứng từ bộ phim khoa học viễn tưởng Đường tới dải ngân hà của Douglas Adams.
Tháng 1 năm 2020, J-Hope trở thành thành viên chính thức của Hiệp hội Bản quyền Âm nhạc Hàn Quốc.

## Tác động và ảnh hưởng
Năm 2018, anh được Tổng thống Hàn Quốc trao tặng Huân chương Văn hóa cùng với các thành viên khác của BTS nhờ những đóng góp của nhóm trong việc truyền bá văn hoá và ngôn ngữ Hàn Quốc. Anh sở hữu dòng tweet có nhiều lượt thích nhất trên toàn cầu trong năm 2018 khi thực hiện thử thách "In My Feelings Challenge". Tháng 7 năm 2021, anh được Tổng thống Moon Jae-in bổ nhiệm làm Đặc phái viên của Tổng thống về Thế hệ Tương lai và Văn hóa cùng với các thành viên khác của BTS nhằm "nâng cao nhận thức về chương trình nghị sự toàn cầu, tăng trưởng bền vững và củng cố sức mạnh ngoại giao của các quốc gia trên toàn cầu".

## Đời tư
Năm 2016, J-Hope mua một căn hộ cao cấp tại tại Hàn Quốc trị giá 1,6 triệu USD. Kể từ năm 2018, anh sống tại Hannam-dong, Seoul, Hàn Quốc cùng với các thành viên trong nhóm.
Tháng 3 năm 2019, J-Hope cùng với thành viên RM và Suga tham gia khóa học Thạc sĩ Quản trị Kinh doanh (MBA) tại Đại học Hanyang Cyber chuyên ngành Quảng cáo và Truyền thông.

## Hoạt động khác

### Từ thiện
J-Hope là thành viên của câu lạc bộ Green Noble Club, nơi ghi nhận những nhà tài trợ lớn của Child Fund Korea kể từ năm 2018. Ngày 18 tháng 2 năm 2019, anh quyên góp 100 triệu KRW (90.000 USD) cho tổ chức này nhằm hỗ trợ học sinh theo học tại trường trung học phổ thông mà anh từng học ở Gwangju. Trước đó, anh quyên góp 150 triệu KRW (135.000 USD) vào tháng 12 năm 2018, nhưng yêu cầu giữ bí mật về số tiền quyên góp của anh vào thời điểm đó. Tháng 12 năm 2019, anh quyên góp thêm 100 triệu KRW. Ngày 17 tháng 11 năm 2020, anh quyên góp 100 triệu KRW nhằm hỗ trợ trẻ em gặp khó khăn về tài chính trong bối cảnh đại dịch COVID-19. Ngày 18 tháng 2 năm 2021, anh quyên góp 150 triệu KRW nhằm hỗ trợ trẻ em khiếm thị và khiếm thính. Ngày 4 tháng 5, nhân dịp Quốc tế Thiếu nhi, anh quyên góp 100 triệu KRW cho trẻ em bị ảnh hưởng bởi bạo lực ở Tanzania, Châu Phi. Tháng 12, anh tiếp tục quyên góp 100 triệu KRW nhằm trang trải chi phí sưởi ấm cho trẻ em trong các hộ gia đình có thu nhập thấp và các cơ sở chăm sóc trẻ em cũng như chi phí khám chữa bệnh cho bệnh nhi. J-Hope quyên góp tổng cộng 800 triệu KRW cho Child Fund Korea kể từ năm 2018.

## Danh sách đĩa nhạc

### Mixtape
| Tên        | Chi tiết album | Vị trí cao nhất | Vị trí cao nhất | Vị trí cao nhất | Vị trí cao nhất | Vị trí cao nhất | Vị trí cao nhất | Vị trí cao nhất | Vị trí cao nhất | Vị trí cao nhất | Vị trí cao nhất | Doanh số     |
| Tên        | Chi tiết album | AUS             | CAN             | FRA             | JPN             | NLD             | NOR             | NZ              | SWE             | US              | US World        | Doanh số     |
| ---------- | --- | --------------- | --------------- | --------------- | --------------- | --------------- | --------------- | --------------- | --------------- | --------------- | --------------- | ------------ |
| Hope World | - Phát hành: 1 tháng 3, 2018 2 tháng 3, 2018 (Hàn Quốc) - Hãng đĩa: Big Hit Entertainment - Định dạng: Tải kỹ thuật số, phát trực tuyến Danh sách bài hát 1. "Hope World" 2. "P.O.P (Piece of Peace) pt.1" 3. "Daydream (백일몽)" 4. "Base Line" 5. "HANGSANG (항상)" featuring Supreme Boi 6. "Airplane" 7. "Blue Side (Outro)" | 13              | 35              | 160             | 13              | 34              | 14              | 23              | 30              | 38              | 1               | - US: 21,000 |

### Đĩa đơn
| Tên | Năm  | Vị trí cao nhất | Vị trí cao nhất | Vị trí cao nhất | Vị trí cao nhất | Vị trí cao nhất | Vị trí cao nhất | Doanh số     | Album                        |
| Tên | Năm  | CAN             | JPN             | NZ Hot          | UK              | US              | US World        | Doanh số     | Album                        |
| --- | ---- | --------------- | --------------- | --------------- | --------------- | --------------- | --------------- | ------------ | ---------------------------- |
| "Daydream"                                                                                             | 2018 | —               | 80              | —               | —               | —               | 1               | - US: 5,000  | Hope World                   |
| "Airplane"                                                                                             | 2018 | —               | —               | —               | —               | —               | 5               | —            | Hope World                   |
| "Chicken Noodle Soup" (hợp tác với Becky G)                                                            | 2019 | 55              | —               | —               | 82              | 81              | 1               | - US: 11,000 | Đĩa đơn không có trong album |
| "On the Street" (hợp tác với J. Cole)                                                                  | 2023 | —               | —               | —               | —               | —               | —               | —            | Đĩa đơn không có trong album |
| "—" biểu thị cho bản phát hành không ra mắt trên bảng xếp hạng hoặc không được phát hành ở khu vực đó. |      |                 |                 |                 |                 |                 |                 |              |                              |

### Bài hát được xếp hạng khác
| Tên | Năm  | Vị trí cao nhất | Vị trí cao nhất | Vị trí cao nhất | Vị trí cao nhất | Doanh số       | Album                 |
| Tên | Năm  | HUN             | KOR             | UK Dig.         | US World        | Doanh số       | Album                 |
| --- | ---- | --------------- | --------------- | --------------- | --------------- | -------------- | --------------------- |
| "Intro: Boy Meets Evil"                                                                                | 2016 | —               | 31              | —               | 9               | - KOR: 54,404  | Wings                 |
| "Mama"                                                                                                 | 2016 | —               | 22              | —               | 13              | - KOR: 83,332  | Wings                 |
| "Base Line"                                                                                            | 2018 | —               | —               | —               | 8               | —              | Hope World            |
| "Hangsang" (hợp tác với Supreme Boi)                                                                   | 2018 | —               | —               | —               | 11              | —              | Hope World            |
| "Hope World"                                                                                           | 2018 | —               | —               | —               | 6               | —              | Hope World            |
| "P.O.P (Piece of Peace) pt.1"                                                                          | 2018 | —               | —               | —               | 12              | —              | Hope World            |
| "Trivia 起: Just Dance"                                                                                | 2018 | 12              | 42              | 61              | 7               | - US: 10,000+  | Love Yourself: Answer |
| Như nghệ sĩ góp giọng                                                                                  |      |                 |                 |                 |                 |                |                       |
| "Animal (Radio Edit)" (Jo Kwon hợp tác với J-Hope)                                                     | 2012 | –               | 36              | –               | –               | - KOR: 166,354 | I'm Da One            |
| "—" biểu thị cho bản phát hành không ra mắt trên bảng xếp hạng hoặc không được phát hành ở khu vực đó. |      |                 |                 |                 |                 |                |                       |

### Sáng tác
| Năm  | Tên                   | Nghệ sĩ | Album      | Nguồn  |
| ---- | --------------------- | ------- | ---------- | ------ |
| 2012 | "Animal (Radio Edit)" | Jo Kwon | I'm Da One | [ 74 ] |

### Bài hát khác
| Năm  | Tên           | Định dạng                       | Ghi chú        | Nguồn  |
| ---- | ------------- | ------------------------------- | -------------- | ------ |
| 2015 | "1 Verse"     | Tải kỹ thuật số phát trực tuyến | —              | [ 75 ] |
| 2018 | "땡 (Ddaeng)" | Tải kỹ thuật số phát trực tuyến | với RM và Suga | [ 76 ] |
| 2021 | "Blue Side"   | Tải kỹ thuật số phát trực tuyến | —              | [ 77 ] |

## Danh sách phim

### Chương trình truyền hình
| Năm  | Tên              | Kênh | Vai      | Ghi chú                 | Nguồn  |
| ---- | ---------------- | ---- | -------- | ----------------------- | ------ |
| 2016 | Inkigayo         | SBS  | MC       | V, Moonbyul và Wheein   | [ 78 ] |
| 2016 | Show! Music Core | MBC  | MC       | với Jungkook            | [ 79 ] |
| 2017 | M Countdown      | Mnet | MC       | với RM và Jimin         | [ 80 ] |
| 2017 | M Countdown      | Mnet | MC       | với Jimin và Jin        | [ 81 ] |
| 2019 | Under Nineteen   | MBC  | Bản thân | Gia sư dạy nhảy; tập 10 | [ 82 ] |

### Video âm nhạc
| Năm  | Tên                   | Thời lượng | Đạo diễn                 | Ghi chú     | Nguồn  |
| ---- | --------------------- | ---------- | ------------------------ | ----------- | ------ |
| 2018 | "Daydream"            | 3:48       | Yong-seok Choi (Lumpens) |             | [ 83 ] |
| 2018 | "Airplane"            | 3:21       | GDW                      |             | [ 83 ] |
| 2019 | "Chicken Noodle Soup" | 4:28       | Yong-seok Choi (Lumpens) | với Becky G | [ 84 ] |

### Đoạn giới thiệu và phim ngắn
| Năm  | Tên              | Thời lượng | Đạo diễn                 | Nguồn  |
| ---- | ---------------- | ---------- | ------------------------ | ------ |
| 2016 | "Boy Meets Evil" | 2:52       | GDW                      | [ 85 ] |
| 2016 | "MAMA"           | 2:51       | Yong-seok Choi (Lumpens) | [ 86 ] |
| 2020 | "Outro: Ego"     | 3:23       | Yoo-jeong Ko             | [ 87 ] |